# Набарави, Саиза
Саиза Набарави (араб. سيزا النبراوي‎, имя при рождении Зейнеб Мурад; 1897—1985) — египетская журналистка, ведущая журналистка журнала «L’Egyptienne».

## Биография
Была удочерена дальней родственницей Адилой Набарави и отправлена в Париж на учёбу.
Окончила монастырскую школу в Версале, затем институт «Saint Germain des Pres» в Париже. После этого вернулась в Египет, там продолжила своё обучение во французской школе «Les Dames de Sion School» в Александрии. После того, как её приёмная мать покончила с собой, Саизу хотели вернуть её биологические родители Мухаммад Мурад и Фатьма-ханум, но Саиза Набарави отказалась возвращаться к ним и переехала к родителям матери. Со временем на Саизу обратила внимание подруга её приёмной матери Худа Шаарави, которая оказала на Саизу Набарави большое влияние.
Набарави принимала участие в создании «Египетского женского союза», основанного Худой Шаарави. Также она занимала должность редактора издававшегося «Египетским женским союзом» журнала «L’Egyptienne»,.
Дед Саизы хотел, чтобы внучка соблюдала традицию закрывания лица накидкой. Саиза Набарави отказалась и вместо этого стала носить бейсбольную кепку. Худа Шаарави всё же убедила её последовать желанию деда, но в 1923 году после возвращения Шаарави с конференции Международного альянса суфражисток, проходившего в Риме, Саиза Набарави и Худа Шаарави на вокзале публично сняли со своих лиц накидки.